# Zlaté Písky
Zlaté Písky (bulh. Златни пясъци) jsou významné přímořské letovisko a část města Varna na severním bulharském černomořském pobřeží. Jsou nedaleko stejnojmenného národního parku v obci Varna.
Nacházejí se 17 km severně od centra města Varny, s jehož aglomerací jsou propojené řadou letovisek a vilových čtvrtí. Je to populární turistické středisko, které je atraktivní zejména pro návštěvníky z Německa, Spojeného království, Ruska, Skandinávie, Francie, zemí střední a východní Evropy, Perského zálivu, Izraele a dalších zemí.